# Andrey Yermak
Andriy Borísovich Yermak (Ucraniano: Андрі́й Бори́сович Єрма́к; nacido el 21 de noviembre de 1971 en Kiev) es un productor de películas ucraniano, abogado y jefe actual de la Administración Presidencial, nombrado por el presidente ucraniano Volodímir Zelenski el 11 de febrero de 2020.

## Biografía
Andriy Yermak nació el 21 de noviembre de 1971 en Kiev, Ucrania (entonces parte de la Unión Soviética). Su madre, María, rusa, conoció a su padre, Borís, nativo de Kiev, en un viaje escolar de Leningrado a Kiev. Se casaron en 1971 y ella se mudó a Kiev. Yermak tiene un hermano, Denýs, que es 8 años menor.
En 1995, Yermak se graduó en el Instituto de Relaciones Internacionales de la Universidad Nacional Tarás Shevchenko de Kiev con el título de Derecho privado internacional. Ese mismo año, recibe la licencia para ejercer. En su segundo año de Universidad, a petición de uno de sus profesores, comenzó a trabajar para la firma de abogados Proxen.
En 1997, Yermak fundó la empresa International Law Firm y se dedicó al campo de la propiedad intelectual y el derecho comercial. Entre 2006 y 2014, como abogado, ayudó al diputado del Partido de las Regiones, Elbrús Tedéyev.
En las elecciones presidenciales de Ucrania de 2010, Yermak representó al candidato Arseniy Yatsenyuk en el distrito electoral 216 de Kiev.
En 2012, Yermak fundó el Garnet International Media Group y produjo películas como The fight rules (Právilo boya, 2017), The line (Ciara, 2017), Squat 32 (Okbot 32, 2019) y Peredchuttya (2019).
Yermak conoció al (futuro presidente) Volodímir Zelenski en 2011, cuando Zelenski era el productor general del canal de televisión Inter. Entonces se hicieron amigos.
Yermak trabajó en el equipo de campaña electoral de Zelenski de las elecciones presidenciales de Ucrania de 2019.
El 21 de mayo de 2019, el recién elegido presidente Zelenski nombró a Yermak asesor presidencial para asuntos de política exterior. En esta función,  negoció importantes intercambios de prisioneros con Rusia durante la Guerra en Donbás. Yermak fue el punto de contacto de Kurt Volker y Rudy Giuliani en nombre de Zelenski durante la etapa de la controversia Trump-Ucrania.
El presidente Zelenski nombró a Yermak Jefe de la Oficina del Presidente de Ucrania el 11 de febrero de 2020. Yermak también se convirtió en miembro del Consejo de Defensa y Seguridad Nacional de Ucrania al día siguiente.

## Vida personal
Yermak ha vivido siempre en Kiev. Es soltero y no tiene hijos. Tiene un hermano llamado Denýs.